# Deutsche Cadre-71/2-Meisterschaft 1938

Veranstaltungsort: Berlin

Die Deutsche Cadre-71/2-Meisterschaft 1938 ist eine Billard-Turnierserie und fand vom 16. bis 19. Januar 1938 in Berlin zum zweiten Mal statt.

## Geschichte
Vor Turnierbeginn hatte der Profi-Weltmeister im Cadre 45/2 Erich Hagenlocher vor vollbesetztem Haus sein Können dargeboten und wurde gefeiert. Die Turnierleitung lag in den Händen vom Vorjahressieger Albert Poensgen, der sich aus dem aktiven Turniersport zurückgezogen hatte. Sieger des Turniers wurde der 25-jährige Ex-Weltmeister in der Freien Partie Walter Joachim. Zweiter wurde der Weltmeister im Fünfkampf und im Billard-Artistique August Tiedtke. Wie schon im Vorjahr spielte der Berliner Werner Sorge den besten Durchschnitt des Turniers. Die Gesamtleistungen waren aber nicht sehr gut. Im Turniersaal gab es teilweise leichten Durchzug und die Billardtische hatten nicht die international übliche Höhe.

## Modus
Es wurde im Round-Robin-Modus bis 300 Punkte gespielt.
Die Endplatzierung ergab sich aus folgenden Kriterien:
1. Matchpunkte
2. Generaldurchschnitt (GD)
3. Bester Einzeldurchschnitt (BED)
4. Höchstserie (HS)

## Teilnehmer (Alphabetisch)
1. Carl Foerster (Aachen)
2. Albert Herbing (Hannover)
3. Walter Joachim (Berlin)
4. Walter Krüger (Berlin)
5. Werner Sorge (Berlin)
6. Gerd Thielens (Gelsenkirchen)
7. August Tiedtke (Duisburg)

### Abschlusstabelle
| Klassement                | Klassement     | Klassement | Klassement | Klassement | Klassement | Klassement | Klassement | Klassement |
| Platz                     | Name           | MP         | Pkte.      | Aufn.      | GD         | BED        | HS         |            |
| ------------------------- | -------------- | ---------- | ---------- | ---------- | ---------- | ---------- | ---------- | ---------- |
| 1                         | Walter Joachim | 12:0       | 1800       | 229        | 7,86       | 10,34      | 69         |            |
| 2                         | August Tiedtke | 8:4        | 1722       | 237        | 7,26       | 9,37       | 62         |            |
| 3                         | Werner Sorge   | 6:6        | 1571       | 166        | 9,46       | 12,00      | 79         |            |
| 4                         | Carl Foerster  | 6:6        | 1726       | 218        | 7,91       | 13,63      | 78         |            |
| 5                         | Gerd Thielens  | 6:6        | 1629       | 212        | 7,68       | 9,67       | 46         |            |
| 6                         | Walter Krüger  | 3:9        | 1313       | 270        | 4,86       | 5,26       | 35         |            |
| 7                         | Albert Herbing | 1:11       | 1270       | 234        | 5,42       | 4,83       | 49         |            |
| Turnierdurchschnitt: 7,04 |                |            |            |            |            |            |            |            |